# Badminton aux Jeux du Commonwealth de 2014
Navigation
Édition précédente Édition suivante
Le badminton aux Jeux du Commonwealth de 2014 a lieu au Commonwealth Arena and Sir Chris Hoy Velodrome, à Glasgow, en Écosse, du 24 juillet au 13 août 2014. Six épreuves sont au programme.

## Médaillés
Les vainqueurs des six épreuves sont, :
| Épreuve          | Or | Argent | Bronze |
| ---------------- | --- | --- | --- |
| Simple messieurs | Kashyap Parupalli | Derek Wong | Gurusai Dutt |
| Simple dames     | Michelle Li | Kirsty Gilmour | Pusarla Venkata Sindhu |
| Double messieurs | Malaisie Tan Wee Kiong Goh V Shem | Singapour Danny Bawa Chrisnanta Chayut Triyachart | Angleterre Chris Langridge Peter Mills |
| Double dames     | Malaisie Vivian Hoo Kah Mun Woon Khe Wei | Inde Jwala Gutta Ashwini Ponnappa | Angleterre Gabrielle Adcock Lauren Smith |
| Double mixte     | Angleterre Chris Adcock Gabrielle Adcock | Angleterre Chris Langridge Heather Olver | Écosse Robert Blair Imogen Bankier |
| Équipe mixte     | Malaisie Chong Wei Feng Liew Daren Tee Jing Yi Woon Khe Wei Lai Pei Jing Lim Yin Loo Chan Peng Soon Vivian Hoo Kah Mun Tan Wee Kiong Goh V Shem | Angleterre Andrew Ellis Chris Adcock Chris Langridge Gabrielle Adcock Heather Olver Kate Robertshaw Lauren Smith Peter Mills Rajiv Ouseph Sarah Walker | Singapour Huang Chao Chayut Triyachart Danny Bawa Chrisnanta Derek Wong Yao Lei Fu Mingtian Shinta Mulia Sari Terry Hee Vanessa Neo Yu Yan Liang Xiaoyu |

## Tableau des médailles
| Rang  | Nation     | Or | Argent | Bronze | Total |
| ----- | ---------- | -- | ------ | ------ | ----- |
| 1     | Malaisie   | 3  | 0      | 0      | 3     |
| 2     | Angleterre | 1  | 2      | 2      | 5     |
| 3     | Inde       | 1  | 1      | 2      | 4     |
| 4     | Canada     | 1  | 0      | 0      | 1     |
| 5     | Singapour  | 0  | 2      | 1      | 3     |
| 6     | Écosse     | 0  | 1      | 1      | 1     |
| Total | Total      | 6  | 6      | 6      | 18    |